# Stanisław Musielak (geograf)
Stanisław Jan Musielak (ur. w Gdyni) – polski geolog, oceanograf, profesor nauk o Ziemi.

## Życiorys
Ukończył studia w Wyższej Szkole Pedagogicznej w Gdańsku (tytuł magistra w 1966). Na czwartym roku studiów został asystentem w zakładzie geologii, gdzie przepracował 23 lata. Był inicjatorem nowoczesnych badań polskiej geologii morza oraz morskiej strefy brzegowej. Doktoryzował się w 1974 r. na Uniwersytecie Łomonosowa w Moskwie (wyróżnienie indywidualną nagrodą Ministra Szkolnictwa Wyższego). Habilitował się na tej samej uczelni w 1988 r. Osiągnięcia naukowe Musielaka zwróciły uwagę władz nowo powstałego Uniwersytetu Szczecińskiego, który zaproponował przejście do Szczecina, stwarzając możliwość kontynuowania i rozwoju badań. Został pełnomocnikiem rektora ds. organizacji Instytutu Oceanologii i Ochrony Morza. W 1991 r. został dziekanem Wydziału Biologii i Nauk o Morzu (potem Wydział Nauk Przyrodniczych). W 1999 r. uzyskał tytuł profesora nauk o Ziemi. W 2002 r. został profesorem zwyczajnym. Napisał lub współtworzył około 230 publikacji.
Był członkiem Komitetu Badań Morza oraz Komitetu Narodowego do spraw Współpracy z Międzynarodową Unią Geograficzną (IGU) Polskiej Akademii Nauk. 